# 北美黑橡
北美黑橡(Quercus velutina)為一種廣泛分布於北美洲東部和中部的硬木，原產於加拿大安大略省和美國緬因州、內布拉斯加州、密西根州、明尼蘇達州、堪薩斯州、俄克拉荷馬州、德克薩斯州以及密西西比河流域 之海拔0至1500公尺間的乾燥斜坡和高地上。在美國又稱之為美東黑橡。
北美黑橡由於其內皮可以製造黃色顏料，因此以前被稱為北美黃橡。但是如今北美黃橡該名稱通常指Quercus muehlenbergii ，它是在北美洲西岸之加利福尼亞黑橡(Quercus kelloggii)的近親。

## 描述
北美黑橡為落葉喬木，生長在北方的樹形較為矮小，其高度為20至25公尺，直徑為90公分；但生長在南方和中部的樹形十分碩大，已知最大高度可達42公尺。
北美黑橡之樹葉，10至20公分長互生於樹枝，通過深U形凹口分離為5至7片尖形裂片。葉片表面為具有光澤的深綠色，葉片下方為黃褐色。葉片底面有成簇生長的星狀絨毛。可識別之關鍵特徵包括：在陽光下生長的葉子具有非常深的U形凹口，並且幼葉被具有柔軟性的白色絨毛覆蓋。
北美黑橡的外部樹皮為深棕色、深灰色亦可為黑色，內部樹皮為黃色或橙色；內部樹皮含有名為櫟皮黃的橙黃色顏料，該種顏料在歐洲一直銷售到1940年代。
北美黑橡為雌雄同株，在雄花雄蕊為葇荑花序在四月或五月出現從舊時樹葉的葉腋發展而成。在雌花之雌蕊群生長在本年度葉子的葉腋，可以是單株、兩株以致於多株蕊呈尖塔狀生長。
北美黑橡的橡子以單顆或2至5顆簇狀出現呈中等圓形大小，約有三分之一封閉在一個有鱗片的杯狀中，並在2年內成熟。橡子在8月下旬至10月下旬成熟且成熟時會變成棕色，具體顏色取決於生長之地理位置。

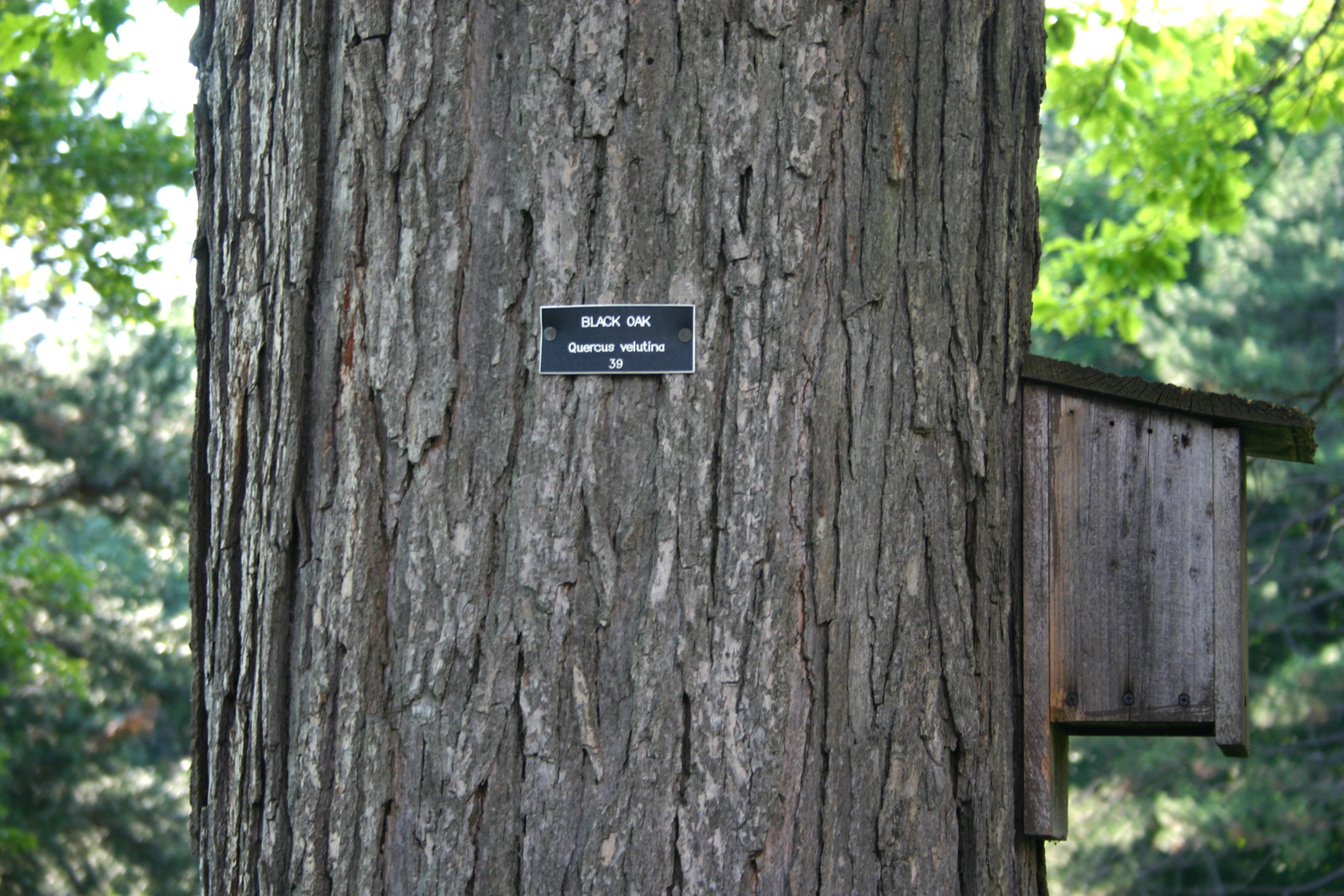
北美黑橡成熟樹皮的細節
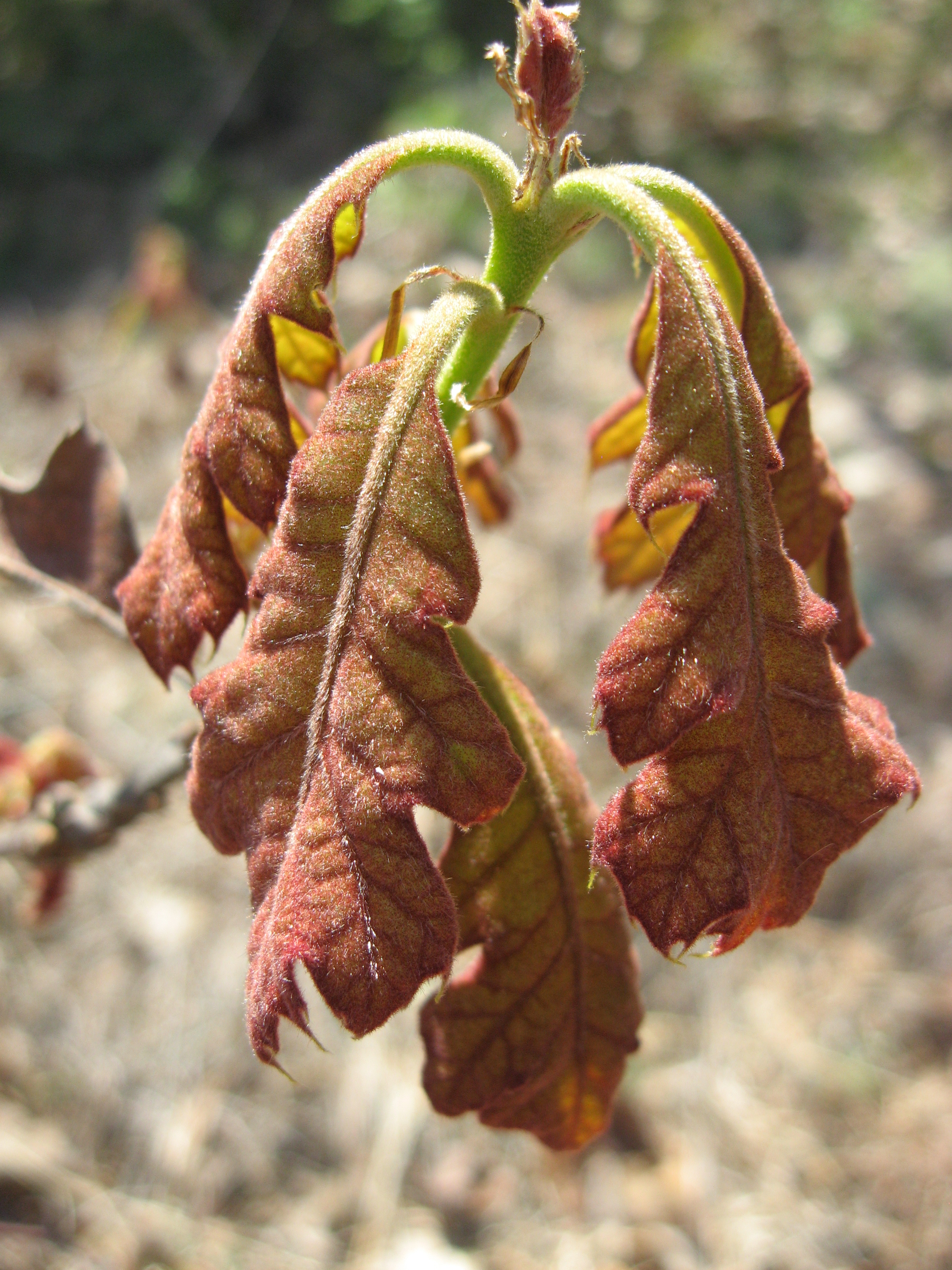
北美黑橡幼葉被短而柔密的絨毛覆蓋
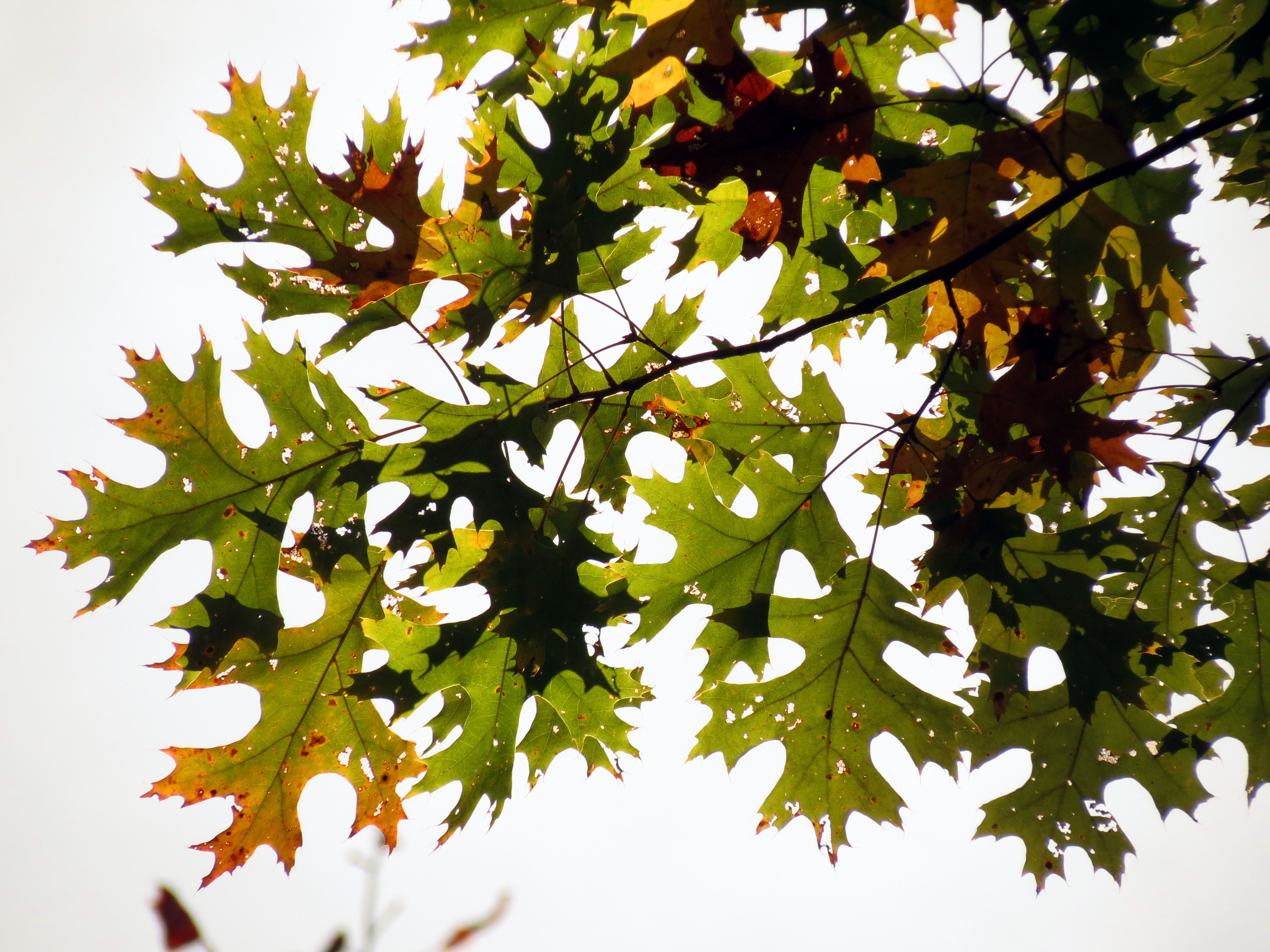
北美黑橡成熟的葉子
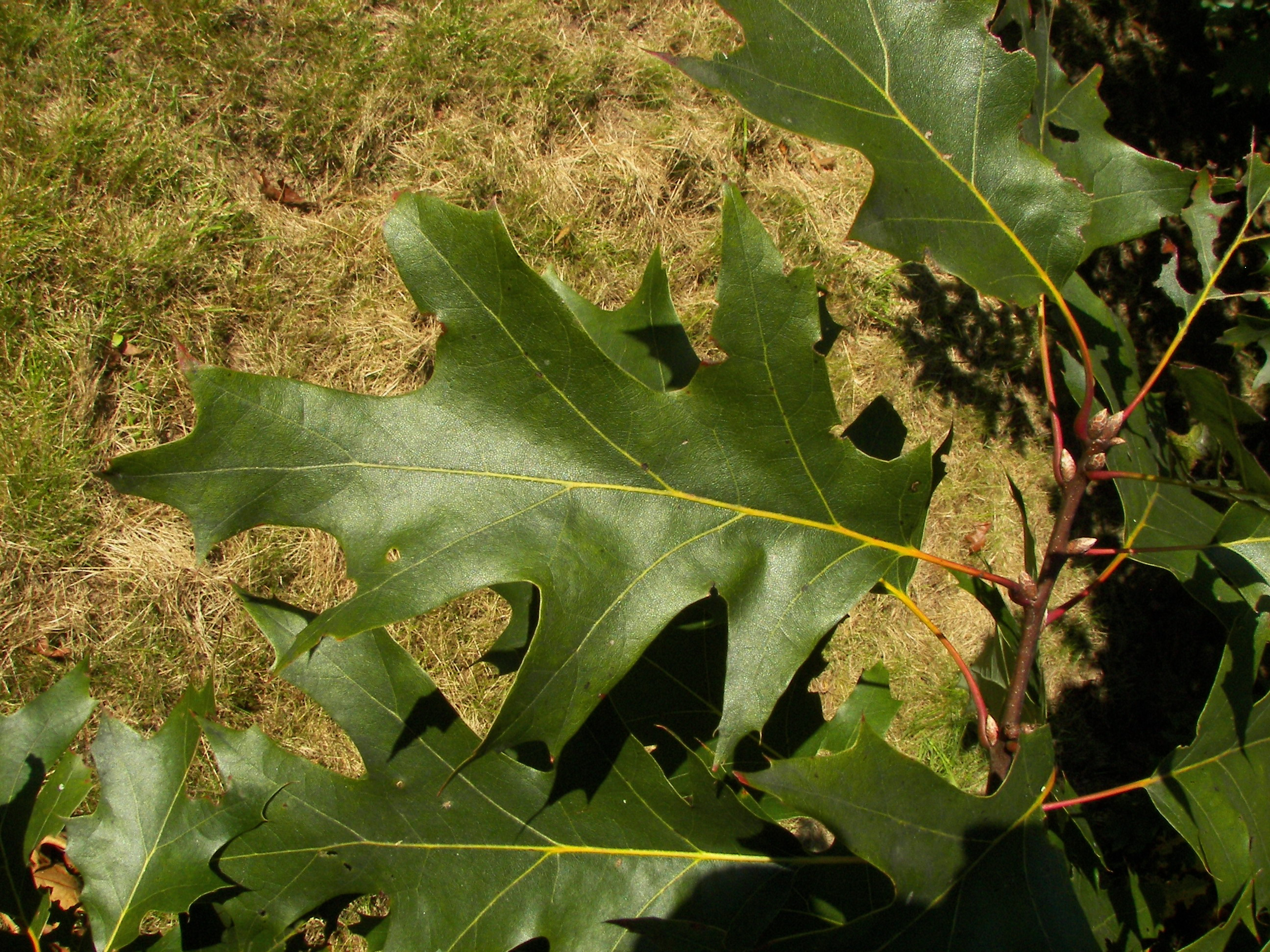
北美黑橡的葉子
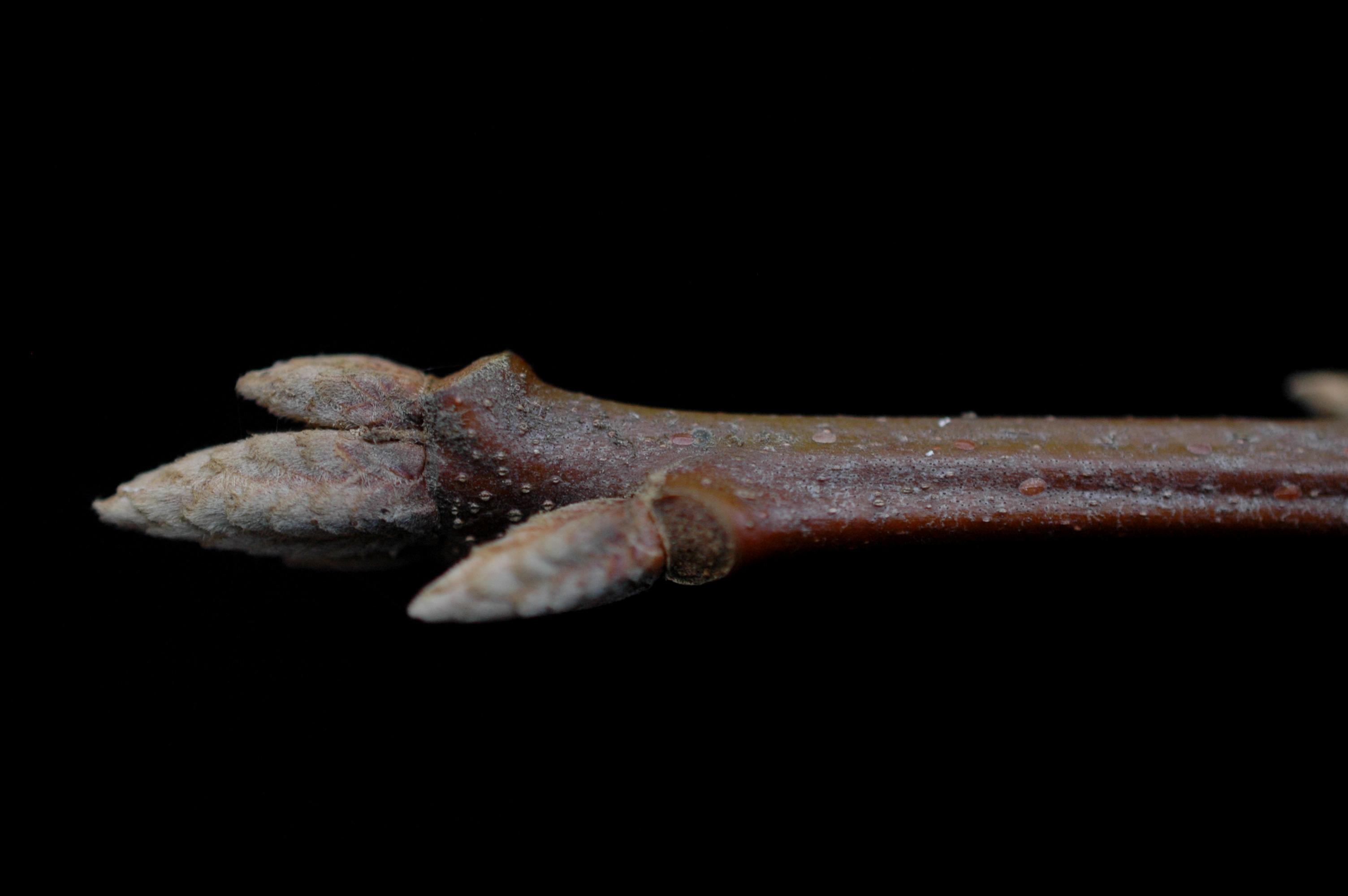
北美黑橡冬季樹芽
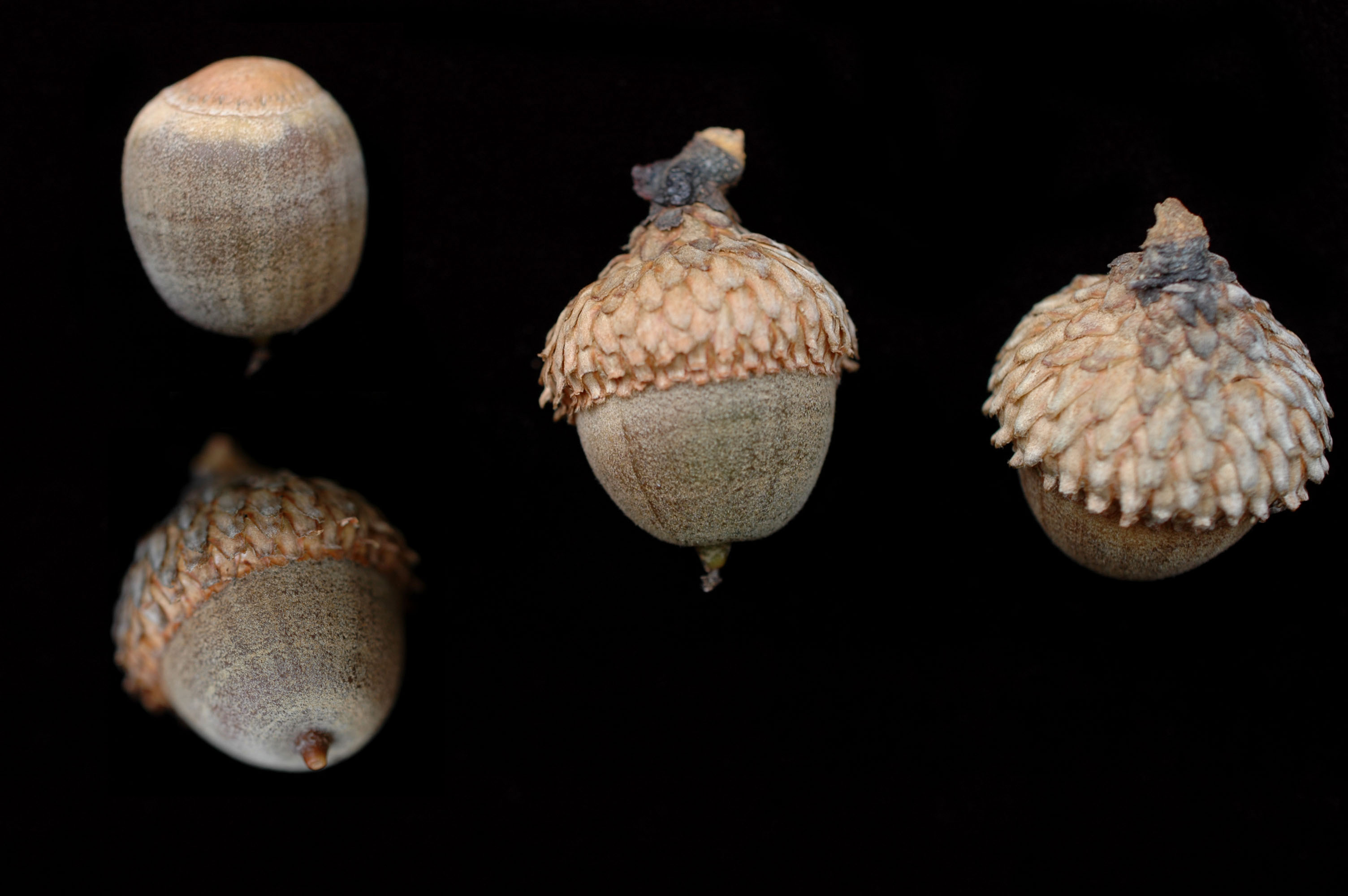
北美黑橡之橡子
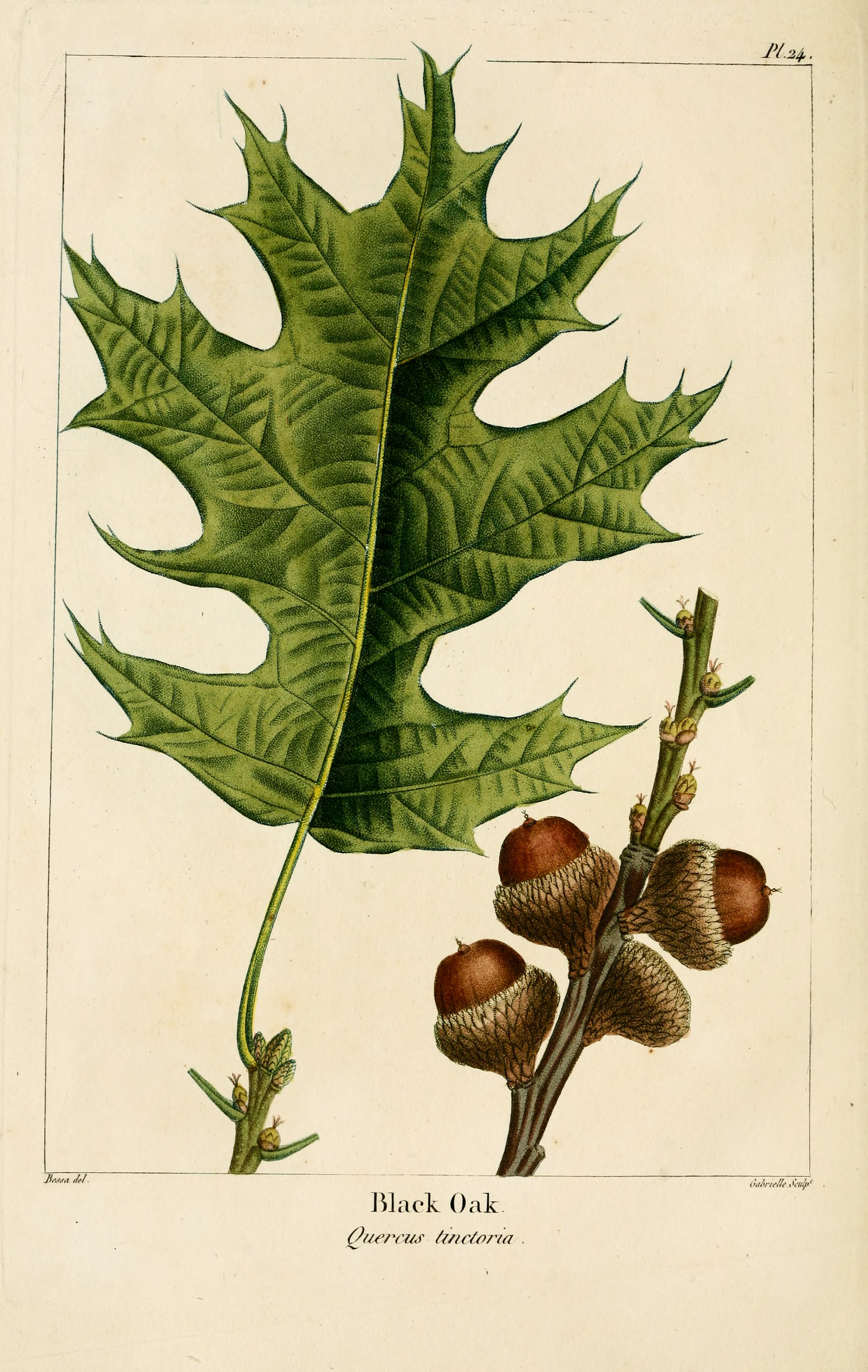
北美黑橡歷史插圖(版24,1812)

## 使用

### 染料
北美黑橡內部樹皮中可獲得的名為櫟皮黃之黃酮（五羥基黃酮），可用於製成皮革印染用染料，但在整個藝術史中也被用作繪畫中的橙黃色顏料。在貿易中此種染料以“Quercitron”的名稱出售。

### 藥用
北美洲的印地安人在傳統醫學中將櫟皮黃視為藥品使用。

## 文獻
- . Germplasm Resources Information Network (GRIN). USDA. Eintrag bei GRIN - Taxonomy for Plants.
- . Flora of North America (FNA) (Missouri Botanical Garden) –eFloras.org.
- . Flora of Missouri (Missouri Botanical Garden) –eFloras.org.